# 트랜스월드 항공 800편 추락 사고
트랜스월드 항공 800편 추락 사고(TWA Flight 800 墜落事故)는 1996년 7월 17일, 미국 뉴욕의 존 F. 케네디 국제공항을 출발하여 프랑스 파리의 파리 샤를 드 골 국제공항으로 향하던 트랜스월드 항공 800편(기종 : B747-131, 기체번호 : N93119)이 롱아일랜드 인근 대서양에 추락하여 탑승자 230명 전원이 사망한 사고이다.

## 사고기의 행적과 상황
사고기인 기체 등록번호 N93119는 1971년 7월 보잉사에서 생산되었으며, 당시부터 운용 항공사였던 트랜스월드 항공(이하, TWA)에서 구매하였다. 사고기는 총 비행시간 93303시간과 16869편을 비행했다.
사고 당일 사고기는 TWA 881편으로 그리스의 아테네를 출발했으며, 16시 38분 경에 존 F. 케네디 국제공항(이하, JFK 공항)에 도착하여 다시 파리로 출발하기로 되어있었다. 사고기에는 연료가 재급유되었으며, 승무원도 교체되었다. 교대하여 탑승한 비행 승무원들은 랄프 G 케르보키안 기장, 에어맨 스티븐 E 스나이더와 항공 기관사 에어맨 리차드 지 캠벨(모두 TWA에서 30년 이상 근무한 경력이 있다), 그리고 항공 기관사 연수생 올리버 크릭 이렇게 구성되었다.
800편은 19시 경에 JFK 공항을 출발하여 프랑스로 향하기로 예정되어 있었으나, 예정된 시간에 비해 지상 장비와 승객의 수화물 불일치에 의한 장애로 인해 한 시간 정도 지연되었다. 후에 해당 수화물의 소유주가 확인되어 비행 승무원들은 출발을 준비하였으며, 사고기는 20시 2분 경에 TWA 터미널 27번 게이트에서 다시 출발하여 20시 19분 경 JFK 공항 22R 활주로에서 이륙하였다.
800편은 의도된 비행 고도를 위해 표제 변경 사항과 통상적인 고도 상승을 위한 보고를 받았다. 당시 기상상황은 바람과 구름이 간간히 있었으며, 비행하기 아주 적당한 조건이었다. 20:30 경에 사고기로부터 마지막 무선 전송을 받았을 때 비행 승무원이 보스턴 항공교통 관제센터(ARTCC)에서 비행지침을 받은 후에는 고도가 15,000피트(4,600m)였다. 사고기로부터의 마지막 레이다 송신기록은 미국 연방 항공국 레이다가 위치한 펜실베이니아주 트레보스(en)에서 20시 31분 12초에 기록되었다.
38초 후 부근을 비행중이던 이스트윈드 항공 보잉 737의 기장이 처음으로 보스턴 ARTCC에 "주위에서 폭발이 일어났다"고 보고하였는데, 덧붙여 "우리는 방금 앞에서 폭발을 봤다... 16,000피트(4,900m) 또는 어딘가인데 폭발 직후 그것은 바다로 곤두박질쳤다."고 보고하였다. 그 후에 뉴욕 및 롱 아일랜드 지역의 수많은 항공 관제소들도 잇따라 다른 항공기들로부터 주위에 폭발이 있었다는 보고를 받았다. 사고 장소 주변의 많은 목격자들은 폭발을 보거나 폭발소리를 들었으며, 사고 해역에 큰 불덩어리 또는 화염, 그리고 파편이, 일부는 불타는 상태로 바다에 떨어지고 있었다고 증언하였다.
미 해군, 그 외 각종 민간 선박, 해양 경찰이 추락 지점에 도달하여 몇 분간은 혹시나 있을지 모를 생존자에 대한 수색을 시작하였으나, 생존자는 발견되지 않았으며, 본 TWA 800편 추락 사고는 그 당시 미국에서 두 번째 규모의 항공 사고로 기록되었다.

## 처음의 조사
미국연방교통안전위원회(이하, NTSB)는 20시 50경에 사고를 통보받았고 워싱턴으로 NTSB 요원들이 소집되었으며 다음날 아침 사고현장에 도착하였다. 첫 목격자의 증언과 묘사에 따라 미사일 공격 또는 내부 폭탄이 사고의 원인으로 믿어지는 분위기였다. 그러나 NTSB는 사고조사에서 범죄적 행위가 일어났을 가능성에 대해서는 조사하지 않았으며 그리고 과거 유사한 사례에 대한 조사에서도 이전에 일어난 입증된 사례로 생각하였는데, 사실상 범죄가 의도된 정황에 대해서 FBI는 연방정부 요원의 희생자 시신조사를 이끌면서 결국 NTSB에 어떠한 의뢰와 지원도 아끼지 않고 제공하게 되었다. 800편의 사례는 FBI가 범죄 행위를 조사하기 시작하면서 동시에 NTSB의 사고조사와 동등하게 이루어진 사례가 되었다.

### 수색과 회수작전
수색과 회수작전은 연방정부 관리에 의해 지휘되었다. 원격 심해 잠수정, 측면 음파 탐지기, 그리고 레이저 광선 탐지기 장치로 수색과 해저의 파편이 모여있는 곳을 조사하였다. 희생자의 시신과 잔해는 스쿠버 다이버와 원격 심해 잠수정에 의해 회수되었으며, 최신 가리비 트롤어선은 해저에 묻힌 잔해를 회수하기 위해 사용되었다. 이제까지 가장 큰 잠수부 원조로 인양작업이 지휘되었으며, 간혹 매우 어렵고 위험한 조건이었는데, 마침내 95% 이상의 잔해 회수로 이어졌다. 수색과 회수를 위한 노력은 해저에 위치한 잔해가 모여있는 주요 3개 지점을 확인하였다. 다음 지도의 황색 구역, 적색 구역과 녹색 구역은 각각 항공기의 앞 부분, 가운데 부분, 뒷 부분의 잔해가 발견된 곳이다. 폭발이 일어난 가운데 부분(적색)은 그 자리에서 흩어지면서 바로 떨어졌고, 앞 부분(황색)은 포물선을 그리며 떨어졌다. 항공기의 후미 부분이 포함된 녹색 구역은 위로 떴다가 수직 낙하하였다.

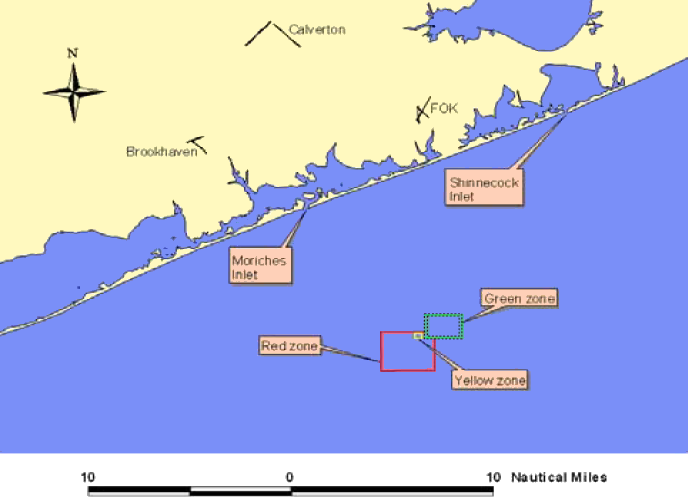
잔해가 회수된 지역
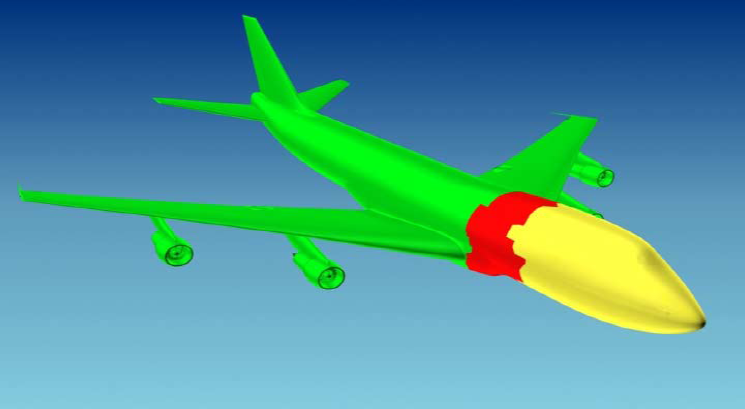
각 지점에서 찾아낸 잔해는 항공기의 특정한 구역에 대응한다.
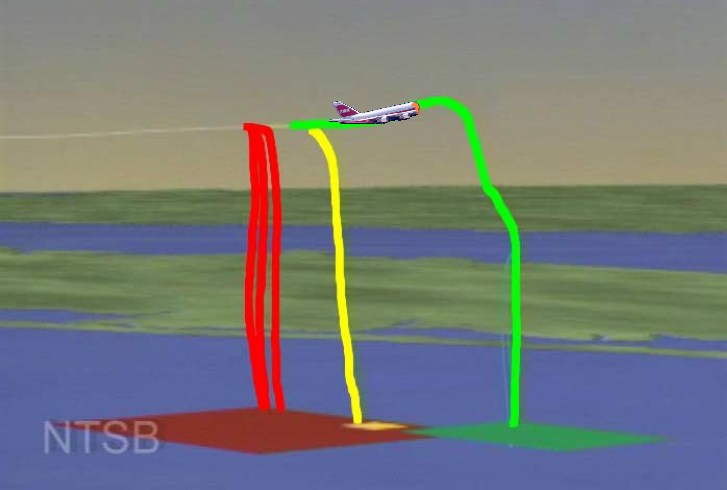
바다에 곤두박질칠때 잔해의 경로.

잔해 조각들은 배를 통해 해안가로 운반된 다음 트럭수송으로 뉴욕 칼버튼에 위치한 칼버튼 비행장의 창고로 운반되어 사고기에 대한 조사와 복원이 실시되었다. 이 시설에서는 조사를 위한 지휘센터와 사령부가 설치되었다. NTSB와 FBI 요원들은 잔해의 증거적 가치를 보전하기 위해 모든 이동을 관찰하였다. 조종실 음성 기록장치와 비행 기록장치는 사고 직후 미 해군 잠수부에 의해 회수되었는데, 그들은 음성기록 판독을 위해 즉시 함정에 싣고 워싱턴 D.C의 NTSB 실험실로 보냈다. 희생자들의 시신은 서포크 마을로 운반되어 뉴욕주 허퍼그에 위치한 의학연구소로 옮겨졌다.

### 조사과정에서의 긴장
800편 승객, 승무원의 친인척 뿐만 아니라 언론매체에 대해서도 JFK 공항 부근의 호텔에서 조사가 이루어졌다. 많은 희생자 유가족들이 자신들의 가족 구성원을 확인하기 위해 기다린끝에 자신의 가족을 발견하고 확인하였다. 슬픔은 승객명단 확인이 지연되고 있는 것에 대해 TWA에 대한 분노로 이어졌다, 대리점과 기관의 상반된 정보와, 잔해 회수에 대한 불신은 작전의 긴급성을 의미하였다. NTSB 부회장인 로버트 프랜시스가 모든 희생자의 시신 회수를 시작한다 하더라도 거기에는 이미 더러워져 있는데다 거기에서 잔해를 회수했을때는 다이버들 만이 가장 깊은곳에 숨은 희생자 시신을 발견한다고 해도 많은 유가족들이 수사관들의 정직하지 않은 점 또는 원천적인 정보에 대해 의심하고 있었다.
엄청난 분노와 정치적 압력은 또한 서퍽 의학연구소의 찰스.V 웨틀리 박사가 회수된 희생자들의 시신을 시신 공시소에 안치할 것을 지시한다. 일정하고 상당한 압력으로 인해 희생자 확인 작업이 지연되어, 병리학자는 쉬지 않고 작업을 해야했다. 1차적인 목적은 상세한 법의학적 부검의 실시 보다는 오히려 모든 증거물을 확인하기위한 것이었기 때문에, 완전한 검사 결과는 매우 변하기 쉬웠다. 궁극적으로, 모든 230명의 피해자중 남아있는 시신들을 회수하고 확인하는데까지 나중에 마지막까지 10개월 이상 걸렸다.
정부 당국자의 명확하지 않은 방침과 더불어, FBI와 NTSB 사이에서는 협의사항과 문화적 차이로 인하여 불일치한 결과로 이어졌다. FBI는 범죄적 행동이 존재하는가에 대한 조사를 시작하는 것에 대해 NTSB가 소극적으로 일관하는 것으로 보이면서 주제넘은 행동을 하고 있다는 불쾌한 심기를 드러냈다. NTSB에서 실망감을 드러낸것으로 인해 본의 아니게 이유에 대한 의혹으로 이어졌으며, FBI의 한 직원은 NTSB와 마찬가지로 "아무 생각도 없다. 아무것도 아니다."라고 말했다.

### 목격자 인터뷰

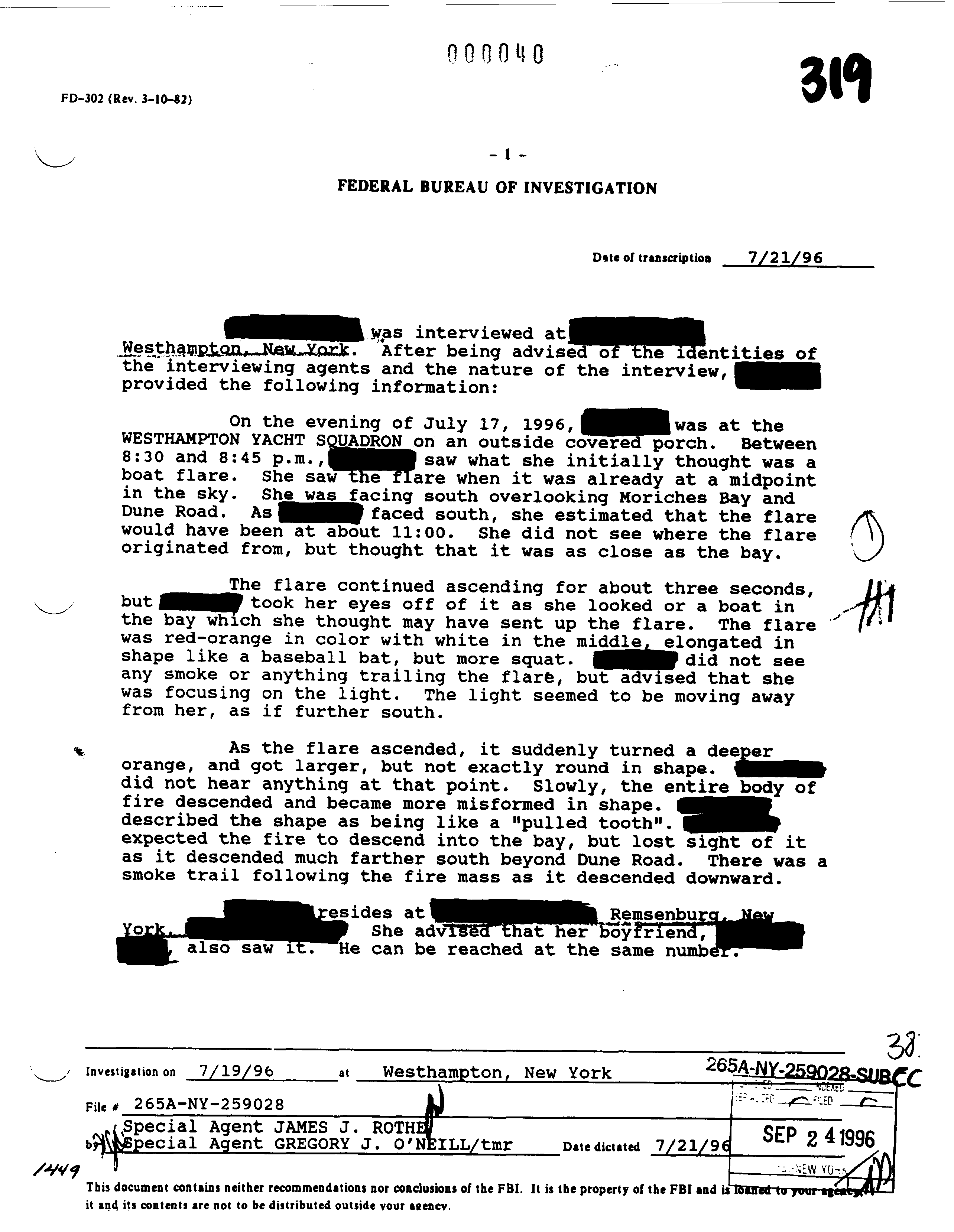

많은 목격자들은 사고당시 평소 "빛의 줄기"가 위로 상승하는 것이 눈에 보였다고 설명하였는데, 그것이 움직인 끝 지점에서 큰 불덩어리가 출현했으며, 몇몇 목격자들은 그것이 두개로 분열되어 바다 수면을 향해 하강했다고 보고하였다. 거기에는 목격자들의 보고와 많은 추론이 강렬한 대중적 관심을 불러일으킬수 있는 내용으로 빛의 줄기가 800편을 친 미사일이었는데, 그것이 폭발의 원인이었다는 것이었다. 이 목격자들 주장의 근거로는 FBI의 범죄 수사 착수와 기간에 대한 동기였다.
대략 80여명의 FBI 집행관들은 매일 잠재적인 증인을 상대로 인터뷰를 지휘했다. 목격자 인터뷰의 한마디 기록은 없었는데 대신, 인터뷰를 지휘한 대리인이 그들에게 인터뷰 기록을 요약한 내용을 제출하도록 하였다. 목격자들은 요약본에 대해 재검토 또는 수정을 요구하지 않았다. 목격자 증언 요약본에는 목격자가 관찰한 뭔가의 그림 또는 도해가 포함되어 있었다.
사고 주간동안 NTSB는 목격자 모임과 사고 당시 목격자 인터뷰를 위해 그들의 계획을 알렸다. 그러나 후에 FBI에 의해 NTSB 조사팀에 있는 비정치적인 조직에 대한 우려를 제기하였다 같은 목격자의 다양한 증언에서부터의 접근은 이 정보와 검사의 가능성에 어려운 결과를 초래하였는데, NTSB는 처음에 인터뷰를 하지 않았다가 사고 목격자에 대한 재인터뷰를 연기하였다.

## 진전된 조사와 분석
조종실 음성 녹음기록(CVR)과 비행 기록장치를 조사한 결과 20시 30분 12초경 갑자기 음성기록이 정지되기 전까지 통상적인 이륙과 상승, 더불어 일반적인 비행과정이었다고 밝혔다. CVR에 기록된 마지막 몇 초간의 소음은 다른 비행중 공중분해 사고의 그것과 비슷했다. 이것은 잔해의 분포와 목격자의 보고가 하나로 일관된 내용이며, 800편의 파멸적인 비행중 공중분해를 암시하는 내용이었다.

### 비행중 공중분해의 가능성이 있는 원인들
조사자들은 구조적인 분해로 이어질 만한 몇몇 가능성들을 조사하였다; 구조적 결함과 감압, 높은 에너지를 가진 폭발물의 폭발, 그러한 힘을 보유한 항공기 타격 미사일 탄두 또는 항공기 내부에 장착된 폭발물, 날개측 중앙 연료탱크에서의 연료와 공기 혼합으로 인한 폭발이었다.

#### 구조적 결함과 감암
잔해의 세밀한 조사결과 비행 중 공중 분해를 일으키는 원인이 될 수 있었던 피로 부식 또는 기계적인 손상과 같은 구조적 결함의 아무런 증거도 발견되지 않았다. 또한 비행중 앞부분 카고도어의 열림으로 인해 기체 분해가 시작되었음을 암시하기도 했는데, 하지만 모든 증거는 어떠한 충격에도 카고도어가 닫히고 잠겨있었다는 것을 보여주고 있었다. NTSB는 "TWA 800편의 비행 중 공중분해는 구조적 결함 및 감압의 결과로 선재한 조건에 의해 일어나지 않았다"고 결정하였다.

#### 미사일 또는 폭발물
장거리와 공항 레이다에서 기록된 내용의 검토는 사고가 일어날 당시 800편 주변의 다수 비행기들간의 연락을 드러냈다. 이 구역에서는 800편 위치와 가로지르는 어떠한 물체나 다른 항공기가 없었다. 당시 자료에 의하면 뉴욕 아이슬립의 ARTCC 데이터는 800편 주변 3개 항공로에 어떤 레이다에서도 다른 물체는 없었다는 것을 보여주고 있었다. 완전히 검토된 레이다 자료는 800편을 향한 미사일 또는 발사체의 이동이 레이다 전파 반사에 탐지되지 않았음을 보여주는 것이었다.
NTSB는 수색 및 구조 작업 지원 과정과 원조 실패에 의한 증거, Islip 레이다 자료에서는 사고 현장 주위에 한데 모아진 군 지상 표적의 그룹을 보여주었다, 그리고 결코 사고 지점에서 30노트 레이다 궤도, 및 3개의 중간 지점에서도 어떠한 불순한 의도가 포함되지 않았다는 주장을 언급했다. NTSB에 의해 조사된 군 음성기록은 사고당시 시점에서 800편의 15개 중간 시작지점에서는 군 관련 선박이 한 척도 없었다는 점을 보여주는 것이었다. 덧붙여 표시된 기록에서는 사고 당시 경고가 내려진 구역인 군에서 사용중이고 민간 항공기의 비행이 금지된 구역 W-387A/B의 남쪽 160nmi 지점에 근접한 구역이었다.
NTSB는 800편의 잔해가 곤두박질친 구역에서 왜 항공기의 경로와 진행에서 방향을 전환하지 않았는지 결론을 내리기 위해 30노트 목표물 궤도에 대해 재검토하였다.

#### 날개측 중앙 연료탱크 내부 연료와 공기 혼합물의 폭발
항공기의 구조적 분해에 관한 연속적인 과정을 평가하기 위해, NTSB는 연속적 결과를 분류하였는데, 회수한 개별적인 항공기 구조물의 조각을 조사하였으며, 2차원 복원 또는 항공기 부분의 구획과 다양한 크기로 항공기의 일부를 3차원으로 복원하였다. 덧붙여 조각에 있는 화재 흔적에 대해 통상적으로 회수될 당시의 잔해 조각과 다르다는 것에 대해 근접하여 조사하였다. 이 연속적인 분류는 공중 분해 과정의 첫 번째 순간이 날개측 중앙 연료탱크 부분의 "과도한 압력"에 의해 항공기의 중앙 날개부분 파손이라고 말하고 있었다.(CWT) 따라서 과도한 압력은 날개측 중앙 연료탱크 구조물의 압력 효과 실패로 급격한 진행으로 정의되었다.
비행기의 구역(또는 어떤 다른 구역)에서 높은 에너지 폭발물의 폭발 증거는 유일하게 날개측 중앙 연료탱크 내부의 연료/공기 혼합물 폭발이었는데, 이 과도한 압력 효과에 기인할 수 있는 건 아무것도 없었기 때문이었다. 비록 현 시점에서 800편 날개측 중앙 연료탱크의 연료가 소량이었다고 해도, 비행 조건을 재구성 하는 시험은 가연물 이기 때문에 잔여 연료/공기 혼합물의 증발을 보여주었다. 747 항공기의 날개측 중앙 연료탱크에 있는 연료/공기혼합물 기체가 가연성인 주된 이유는 연료탱크의 밑에 직접적으로 위치한 냉방장치에 의해 날개측 중앙 연료탱크에 다량의 열이 발생하고 전달되었기 때문이다. 날개측 중앙 연료탱크의 온도가 충분한 조건으로 상승하는 것과 함께, 하나의 발화원이 폭발의 원인이 되는 것이었다.
컴퓨터 모델링과 축소 모델을 통한 테스트는 어떻게 747기의 날개측 중앙 연료탱크에서 폭발이 진행되는가에 대한 예측과 논증을 하는 것이었다. 이 시간 동안 날개측 중앙 연료탱크의 복잡한 구조중 어디에서 폭발을 일으켰는가에 대한 이슈를 규명하고 확인이 이루어졌다. 연구 자료에 대해서 납득시키는 것에 대해서는 한정되어 있는데다 완전히 납득시키면서 해결하는 것은 가능성이 없었으며, 이슈의 규명이라 해도 미결은 남아있었다.
날개측 중앙 연료탱크의 연료/공기 혼합물 폭발이 연료탱크와 항공기의 파괴를 야기하는 충분한 압력을 발생시킬수 있는가에 대해 더 확실히 결정하기 위해 1997년 7월과 8월 사이 영국의 브룬팅소프 비행장에서 퇴역한 747기를 사용한 테스트가 실시되었다. 이 테스트는 프로판/공기혼합물 점화에 의한 날개측 중앙 연료탱크 내부의 연료/공기 혼합물 폭발을 가장한 것으로; 이 결과 연료탱크 구조물의 실패이면에는 적정한도 이상의 과도한 압력이 가해진것이 밝혀졌다. NTSB가 그 동안 브룬팅소프에서의 실험조건과 사고 당시의 TWA 800편에 존재했던 조건을 완전히 비교할 수 없었기 때문에, 이보다 앞서 상업용 항공기의 날개측 중앙 연료탱크 내부에서의 폭발과 같이 아비앙카 항공 203편과 필리핀 항공 143편 모두 날개측 중앙 연료탱크 폭발로 연료탱크가 파괴되어 흩어지고 이것이 항공기의 공중분해를 이끌어낸 결과라는 심증을 굳히게 했다.

### 비행중 공중분해와 비정상적인 비행
대서양(적색, 노란색, 초록색 구역)에서의 위치는 잔해 회수 위치를 명확하게 표시하였는데:(1)적색 구역은 비행기에서 가장 먼저 분리된 조각(기수 정면에서의 중앙 날개부분과 동체의 원형부분이 기수 정면에서 직접적으로 이어지는 곳)이 있는 곳이다;(2) 동체의 앞부분 단면도는 적색 구역 조각이 동시에 함께 분리되었으며 상대적으로 노란색 구역은 상대적으로 손상되지 않은 채로 곤두박질 쳤다;(3)초록색 구역 조각(동체의 후미와 날개 부분)은 동체 앞부분이 분리된 직후에도 몇 분간 남아있다가 바다속으로 곤두박질 쳤다.
회수한 잔해의 화염 흔적과 그을은 점은 동체 기수가 분리된 직후에도 비행이 계속되었을 때 화염의 일부가 항공기에 존재했다는 것을 나타내었다. (목격자 문건에 기초한 정보)사고 직후 34초간 오른쪽 날개와 왼쪽 날개 사이의 중심부 분리가 실패하여, 목격자들에 의해 묘사된 화염의 시작점은 연료먹은 화염이 원인이었다. 잠시후, 왼쪽날개는 남아있던 메인 동체에서 분리되고, 대서양으로 추락하는 잔해 조각에 연료를 먹은 화염이 더 발달한 결과가 되었다. 잠시후, 왼쪽 날개가 잔존한 메인 동체에서 분리되고, 잔해의 조각이 대서양으로 곤두박질칠때 연료 먹은 불덩어리가 더 발달하는 결과가 되었다.
연방 항공국의 매사추세츠의 노스 트루로에 있는 레이다 시설은 미 공군 84레이다 평가 중대에서만 전문화된 변환 소프트웨어를 이용하여 날개측 중앙 연료탱크 폭발로 동력을 잃은 직후의 800편 고도 견적 산출이 가능했다. 하지만 정확한 한계에 의해 이 레이다 기록은 기수가 분리된 직후 항공기가 급상승했을지 결론을 내리는데 사용하지는 못했다. 대신 NTSB는 컴퓨터 시뮬레이션 한 세트로 운영하여 동체 주요부분의 비행경로를 조사하였다.

#### 목격자 관찰 보고에 대한 분석
조사가 진전되어, NTSB는 목격자 그룹과 주소에 목격자의 계정을 더 추가하는 것을 결정하였다. 1996년 11월부터 1997년 4월까지라도 이 그룹은 사고당시 800편 부근을 비행하고 있던 미해군 P-3 뿐만 아니라 FBI에서 대부해준 목격자 문서 (인적사항이 편집된 상태에서), 그리고 뉴욕 국가 항공 경비대 HH-60 헬기 및 C-130 항공기의 승무원그룹이 지휘한 목격자 인터뷰 내용을 검토했다.
1998년 2월 FBI는 비공개적인 활동 조사를 NTSB에 목격자 문서를 완전히 배포하는 것으로 합의하였다. FBI에 의해 통제되었던 문서에 접근하는 것이 가능해진 터라, NTSB는 더 이상 문서 재검토를 위한 두 번째 목격자 모임을 구성하지 않았다. NTSB가 목격자의 동일성에 대한 정보를 받을 때 이전보다 지나간 시간의 총합(총합계 21개월)이 많았기 때문에, 목격자 그룹은 증언에 대해 모든 재인터뷰를 선택하지 못하게 되었으나, 대신 목격자들에 의해 관찰된 첫 보고서의 최대로 유용한 증거와 마찬가지로 원래 FBI 문서도 신뢰하게 되었다.

### 가능성 있는 날개측 중앙 연료탱크의 발화 지점
날개측 중앙 연료탱크에 있는 가연성 연료/공기 혼합물의 발화와 폭발을 야기한 원인이 무엇인지를 결정하기 위해, 수많은 잠재적 인화성분이 NTSB에 의해 평가되었다. 하지만 모두 단 한가지를 제외하고 점화의 근원은 가능성은 매우 없을 것으로 생각되었다.

#### 미사일 파편 또는 작은 폭발물
NTSB가 미사일 공격은 비행기의 구조적 결함을 일으킨 원인이 되지 않았다는 결론에 도달했더라도, 미사일은 미사일 파편을 감안할 때 800편에 충분히 근접하여 날개측 중앙 연료탱크와 연료 또는 공기 수증기를 발화하기 위하여 폭발할 수 있는 가능성은 없었다, 그러나 미사일 공격의 손상 특징을 감안할 때 배제할 수 없는점이 고려되었다. 컴퓨터 시뮬레이션을 이용하여 미사일 행적을 기록한 재현프로그램에 의하면 날개측 중앙 연료탱크를 꿰뚫은 미사일 탄두의 조각은 미사일 폭연 위치였다. 이 시뮬레이션을 바탕으로 NTSB는 날개측 중앙 연료탱크를 관통한 파편의 위치에서 미사일 탄두 폭발은 "매우 가능성 없음"이라는 결론을 내렸는데, 하지만 항공기 구조물 주위의 다른 파편으로 인해 뚜렷이 구별되는 충격 흔적이 있을 가능성을 배제할 수 없었다.
상식적인 조사과정에서는 작은 폭발 에너지의 위치가 충만해진 날개측 중앙 연료탱크 내부의 점화 요인이 되었을 가능성에 대해 심사하였다.

#### 또 다른 잠재적 원인
또한 NTSB는 날개측 중앙연료탱크의 연료/공기혼합물 발화가 번개, 운석, 자체 발화 또는 뜨거워진 표면에 의한 발화에 의해 일어날 수 있을지 조사하였으며, 불꽃이 다른 연료탱크에서 통풍구를 통해 날개측 중앙 연료탱크로 옮겨붙거나 숨겨지지 않은 엔진 고장으로 날개측 중앙 연료탱크 하부 냉방기기의 터빈 파열이 날개측 중앙 연료탱크 펌프의 과회전으로 인한 오작동이었는데, 날개측 중앙 연료탱크의 청소 펌프 또는 정전기였다. 분석 이후 조사는 이 가능성 있는 원인들은 점화의 근원으로 "매우 가능성이 희박함"이라는 결론을 내렸다.

#### 연료량 표시 시스템
FAA와 항공기 제조사는 가연물 연료 또는 공기 혼합물이 연료 탱크에서 항상 존재할 것이라는 점을 추정했었다; 결과적으로 항공기 설계자는 연료 탱크에 있는 점화의 모두 가능한 근원점 삭제를 시도했다. 보존의 1차적인 이유는 모든 장치를 수증기의 침입에서 보호하고 적은 연료량 표시 체계(FQIS)에 의해 아주 사용되는 전압과 현재를 유지하기 위한 것이었다. 747-100 시리즈의 사례에서는, 날개측 중앙 연료탱크 내부에 있는 유일한 배선은 연료량 표시 체계(FQIS)에 연합된 케이블이었던 것이었다.
FQIS는 이 순서에 따른 점화 원인으로 적은 연료량 표시 체계(FQIS)의 작동에 필요한 통상의 전압보다 더 높은 전압으로의 변화 뿐만 아니라 몇몇 매커니즘에서는 날개측 중앙 연료탱크로 이어지는 연료량 표시 체계(FQIS) 배선에 의한 여분의 전류가 주변으로 흐르는 과정이 있었다. NTSB가 결론을 내리는 동안 전기 회로 합선의 가능성을 암시하는 사건이 있었는데, 그들은 추가로 "유효한 증거로부터 어느쪽도 날개측 중앙 연료탱크(CWT) 내부 점화원의 매커니즘도 아니다" 라고 언급하였다. 그럼에도 불구하고 NTSB는 "연료탱크 폭발을 위한 점화원 에너지는 연료탱크로 삽입된채 통과하는 적은 연료량 표시 체계(FQIS)의 배선에서 나왔을 가능성이 가장 크다"고 결정하였다.

## 결론
2000년 8월 23일 NTSB 조사팀은 최종 보고서의 채택과 함께 결론을 내렸다. 그것은 TWA 800편 사고의 원인으로 될만한 내용으로 결정되었다.
"날개측 중앙 연료탱크의 폭발은, 연료탱크내 가연성 연료/공기혼합물의 발화에서 나온 결과다. 폭발을 위한 점화 에너지의 원인은 확실하게 결론내지 못했지만, 조사에 의해 그 원인을 규명하지는 못하더라도 대부분 날개측 중앙 연료탱크 외부 회로의 합선은 허용되었지만 과도하게 흐르는 전압이 등장하면서 그곳을 관통하는 연료 공급량 표시 체계와 관련된 전선 조합에서 관련되었을 것이다."
가능성 있는 원인을 덧붙여, NTSB는 사고 요소에 영향을 끼칠 만한 것을 발견하였다.
- 모든 점화 요소를 배제하고 오직 한 원인에 의해 발생하는 연료탱크 폭발을 방지하는 설계와 보증 개념
- 747 항공기의 보증과 함께 날개측 중앙 연료탱크 하부에 위치한 열원이 날개측 중앙 연료탱크로 전달되는 열을 감소시키거나 연료 탱크의 증발이 일어나지 않는 비가연성

조사가 진행되는 동안 마지막 보고서에 NTSB는 매우 많은 안전 권고사항을 공표하였으며, 대부분은 연료탱크의 피복과 전기 케이블과 관계된 부분이었다.

## 사고 원인
당시 사고기는 기령 25년으로, 상당히 노후되었고 늙었다. 사고 직전 조종사들은 메인 연료 탱크의 연료를 모두 썼다고 판단하여 메인 연료 탱크에서 날개에 있는 연료 탱크로 이어지는 밸브를 잠그고 다른 연료 탱크를 쓰기 시작했다. 그러나 연료가 조금 남아있던 메인 탱크의 피복이 벗겨진 전선에서 스파크가 일어나 폭발하였고, 폭발로 동체가 두 부분으로 분리되면서 머리 부분이 먼저 추락하였고, 동체 뒷부분은 급상승 후 다시 급하강을 하며 추락하였다. 그리하여 생존자는 없었다.

## 같이 보기
- 보잉 747의 사건 및 사고
- 타이항공 114편 폭발 사고
- 남아프리카 항공 295편 추락 사고
- 미국 연방 교통안전위원회